# Andrew Burton (snowboard)
Pour les articles homonymes, voir Andrew Burton et Burton.
Andrew Burton, né le 28 octobre 1974 à Waratah (en) en Tasmanie, est un snowboardeur australien, spécialiste du rampe (half-pipe). 
Il participe aux Jeux olympiques d'hiver de 2006 de Turin en Italie et termine respectivement en 34e et 26e place lors des rondes de qualifications. Il se classe 32e sur 44 concurrents et n'atteint pas la finale.